# Третій конгрес Комуністичного Інтернаціоналу

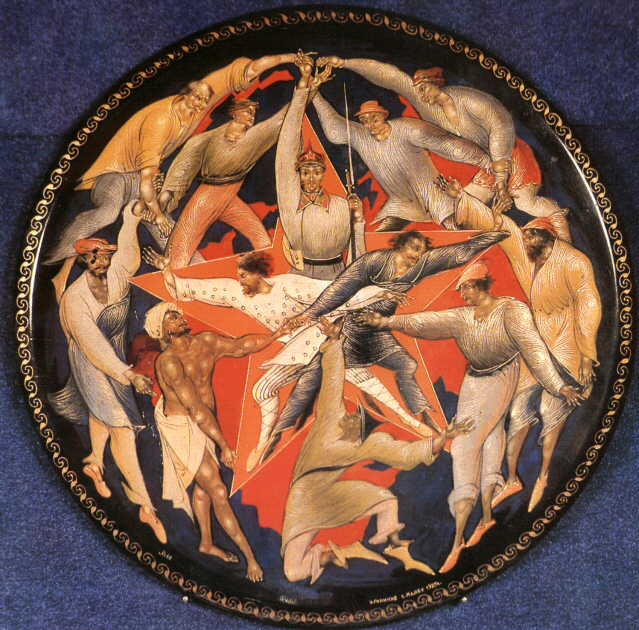
Алегоричне подання III Інтернаціоналу. Палехська мініатюра, Іван Голиков, 1927

Третій конгрес Комуністичного Інтернаціоналу відбувся у Москві 22 червня — 12 липня 1921 року. Узяли участь 605 делегатів від 103-х партій та організацій.

## Питання

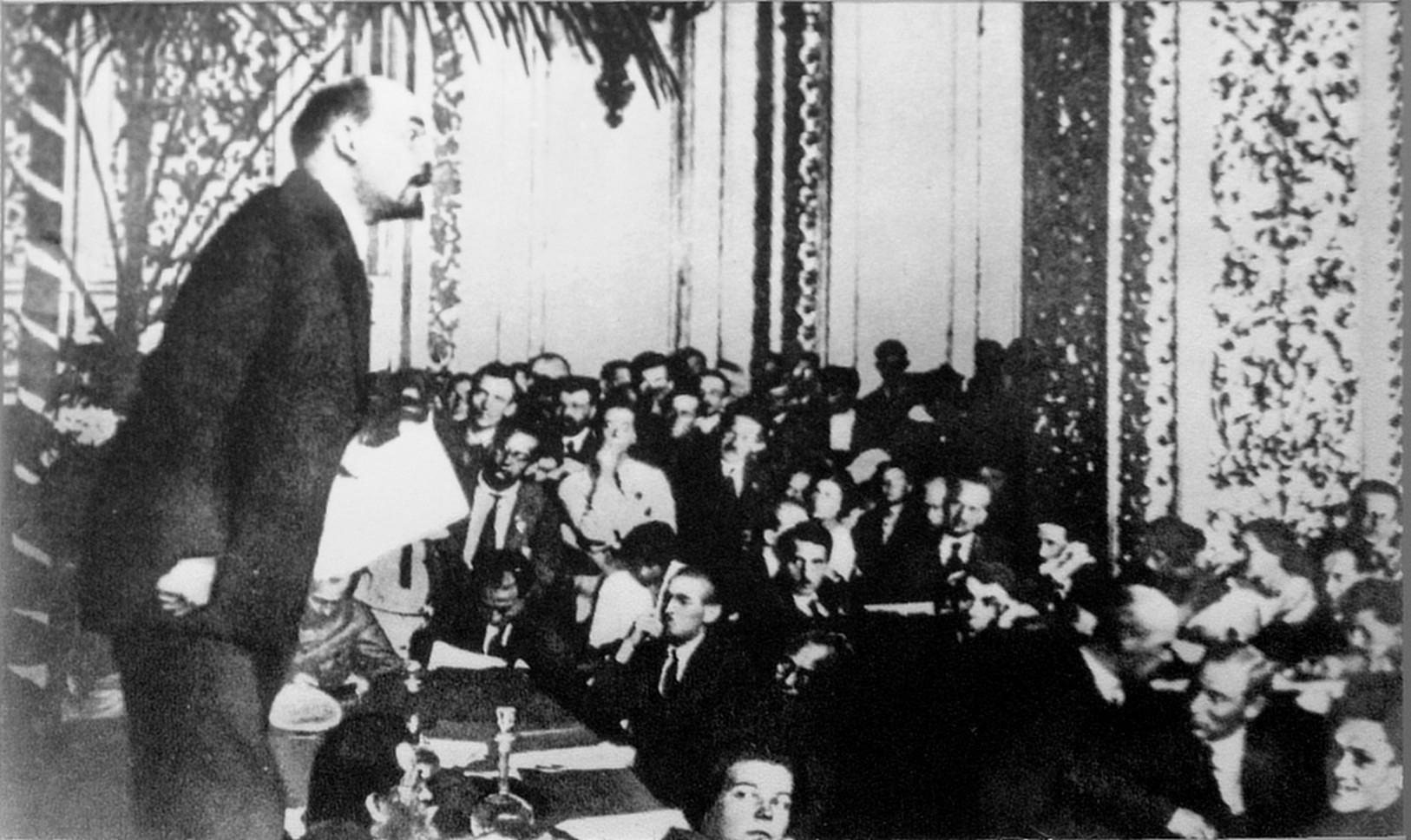
В. І. Ленін виступає на III конгресі Комуністичного інтернаціоналу (1921)

Революційні виступи європейського пролетаріату в Німеччині, Австрії, Чехословаччині та інших регіонах підтверджували очікування учасників Конгресу на скору європейську революцію. Разом із тим, поразки виступів призвели до перелому в революційному русі Європи та стабілізації капіталістичної системи в більшості європейських країн.
За цих умов Володимир Ленін у низці промов на конгресі виступив з критикою як «центристських», так і «лівих» помилок у світовому комуністичному русі.
Під час з'їзду виявились суперечності в РКП(б) з тактики партії. У суперечках з відповідної доповіді Леніна Олександра Коллонтай виступила з позиції «робітничої опозиції». Вона вважала, що посилювати владу Рад необхідно в першу чергу шляхом розкриття ще не цілком вичерпані можливості робітничого класу, а не через союз робітничого класу з селянством, а також за рахунок свободи торгівлі й пожвавлення капіталістичних елементів, як пропонував Ленін. Окрім того, «робітнича опозиція» зажадала більшої демократизації внутрішньопартійного життя й системи державного управління. З критикою позиції Олександри Коллонтай на III конгресі виступили Лев Троцький, Микола Бухарін, Карл Радек і Генрієтта Роланд-Гольст, і цю позицію підтримала більшість учасників конгресу.
Під час обговорення написаних Троцьким тез про тактику було сформульовано новий лозунг «До мас», що розумівся як «завоювання широких мас пролетаріату для ідей комунізму». Лозунг припускав необхідність висування європейськими компартіями перехідних вимог та перехід до тактики «єдиного робітничого фронту». Передумовами для цього стали, з одного боку, загальне злівішання європейського робітничого класу, а з іншого — посилення тиску з боку буржуазної реакції.
III конгрес ухвалив рішення про створення Міжнародного об'єднання червоних (революційних) профспілок, яке мало стати альтернативою «жовтим» соціал-демократичним профспілкам. Установчий з'їзд Профінтерну відбувся в липні 1921 року в Москві.

## Вибори до ВККІ
Цього разу конгрес не обирав ВККІ напряму, а вирішив, що кожна партія відрядить певну кількість делегатів. РКП(б) — 5 делегатів, 4 партії — по два делегати, 14 партій — по одному делегату, а решта — по одному делегату із нарадчим голосом.
Склад ВККІ:
- Австрія: Франц Корічонер.
- Бельгія: Едуард ван Оверстратен.

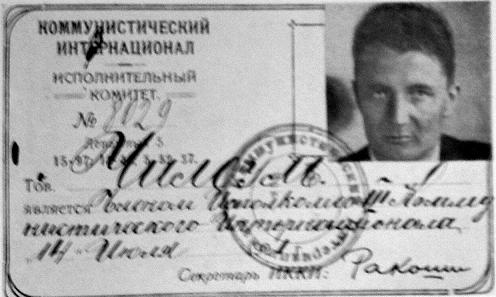
Членський квиток Виконкому Комінтерну, що належав Карлу Чільбуму

- Болгарія: Попов (замінений на Йорданова).
- Чехословаччина: Едмунд Буріан, Карел Крейбіх (замінений на Алоїза Нейрата й Богумира Шмерала).
- Фінляндія: Юрйо Сірола (замінений на Куллерво Маннера та Отто Куусінена).
- Франція: Борис Суварін.
- Німеччина: Фріц Геккерт, Пауль Фреліх. (замінені на Гуго Еберлейна і Клару Цеткін).
- Велика Британія: Том Белл.
- Голландія: Янсен.
- Італія: Умберто Террачіні.
- Латвія: Петеріс Стучка.
- Норвегія: Олав Шефло.
- Польща: Глінський (замінений на Едварда Прухняка).
- Румунія: Бадулеску.
- Росія: Микола Бухарін, Ленін, Карл Радек, Лев Троцький, Зинов'єв.
- Іспанія: Меріно-Грасіа.
- Іран: Сеїд Джафар Пішеварі.
- Швеція: Карл Чільбум.
- Швейцарія: Арнольд (замінений на Жуля Ембер-Дро).
- Україна: Шумський.
- США: Оскар Тиверовскі (замінений на Макса Бедахта; потім на Каттерфельда; потім на Джеймса Кеннона).
- Югославія: Сіма Маркович.
- КІМ: Віллі Мюнценберг, Лекай. (замінений на Шеллера).

ВККІ обрав президію з восьми чоловік, до якої входили Зинов'єв, Радек, Бухарін, Геккерт (Німеччина), Суварін (Франція), Дженнарі (Італія), Бела Кун та Ембер-Дро (Швейцарія). Було обрано секретаріат з трьох чоловік: Куусінена, Ракоші та Ембер-Дро.